# Early Abstractions
Early Abstractions is een serie van tien Amerikaanse korte experimentele animatiefilms gemaakt tussen 1939 en 1956 door Harry Everett Smith. De compilatiefilm zelf werd in 1987 uitgebracht. De films werden in 2006 opgenomen in de National Film Registry.